# 麦卡伦 (得克萨斯州)
麦卡伦是得克萨斯州伊达尔戈县的一座城市，位于得州南端里奥格兰德瓦利区域，距离作为美国与墨西哥的边界的格兰德河约5英里，对岸是墨西哥城市雷諾薩。2005年人口为126,411人，麦卡伦-爱丁堡-米申都会区的人口更达700,634。
麦卡伦是美国发展得最迅速的城市之一，也是伊达尔戈县的最大城市。